# Мавзолей Юнус-хана (Хива)
Мавзолей Юнуса-хана— мавзолей в Хиве, расположенный южнее Медресе Ходжа Марама. Это мавзолей с двухкуполным порталом и усыпальницей. Две комнаты покрыты конусными куполами. Юнус-хан, был одним из предшественников династии Хорезм-хана, похоронен в одной из комнат. До сих пор неизвестно, кто похоронен во втором склепе.